# Divisões de Bihar
O estado de Bihar na Índia é dividido em 9 divisões (प्रमंडल).

Divisões de Bihar

## Patna
- Sede: Patna
- Número de Distritos  : 6
- Nomes dos Distritos : Patna, Nalanda, Bhojpur, Rohtas, Buxar e Kaimur.
- População (2011) : 17,662,618

## Tirhut
- Sede: Muzaffarpur
- Número de Distritos  : 6
- Nomes dos Distritos :  West Champaran, East Champaran, Muzaffarpur, Sitamarhi, Sheohar e Vaishali.
- População (2011) : 21,356,045

## Saran
- Sede: Chhapra
- Número de Distritos  : 3
- Nomes dos Distritos :  Saran, Siwan e Gopalganj.
- População (2011) : 9,819,311

## Darbhanga
- Sede: Darbhanga
- Número de Distritos  : 3
- Nomes dos Distritos :  Darbhanga[2], Madhubani e Samastipur.
- População (2011) : 15,607,164

## Kosi
- Sede: Saharsa
- Número de Distritos  : 3
- Nomes dos Distritos : Saharsa, Madhepura e Supaul.
- População (2011) : 6,120,117

## Purnia
- Sede: Purnia
- Número de Distritos  : 4
- Nomes dos Distritos :  Purnia, Katihar, Araria e Kishanganj.
- População (2011) : 10,838,424

## Bhagalpur
- Sede: Bhagalpur
- Número de Distritos  : 2
- Nomes dos Distritos :  Bhagalpur e Banka
- População (2011) : 5,061,565

## Munger
- Sede: Munger
- Número de Distritos  : 6
- Nomes dos Distritos :  Munger, Jamui, Khagaria, Lakhisarai, Begusarai e Sheikhpura.
- População (2011) : 6,408,375

## Magadh
- Sede: Gaya
- Número de Distritos  : 5
- Nomes dos Distritos :  Gaya, Nawada, Aurangabad, Jehanabad e Arwal
- População (2011) : 10,931,018

## Nota
Os dados populacionais obtidos a partir da soma das populações dos distritos.